# Ferdinand von Richthofen
Ferdinand Paul Wilhelm von Richthofen, född 5 maj 1833, död 6 oktober 1905, tysk friherre,  geolog, geograf och forskningsresande. Richthofen anses ha grundat den moderna geomorfologin och lanserade termen Sidenvägen.

## Biografi
Richthofen tjänstgjorde efter studier i Breslau och Berlin som geolog vid Österrikes geologiska riksanstalt och uppmärksammades där för sina arbeten över Tyrolens dolomit och Ungerns trakyt. Hans tolkning av de förstnämnda såsom korallrev vann snabb acceptans och torde ha varit avgörande för hans anställning 1860 som geolog vid den preussiska expeditionen till Japan, Kina och Siam. Han besökte under resan även Sri Lanka, Java och Filippinerna. Detta var början på hans vidsträckta vetenskapliga forskningsfärder, som varade tolv år och även rymde besök i Kalifornien och Nevada, vilka resulterade i viktiga arbeten över västra Nordamerikas vulkaniska bergarter.

## Resor i Kina
Richthofen hade sitt främsta verksamhetsfält i Kina, som han undersökte i alla riktningar och varöver han utgav ett stort arbete, China. Ergebnisse eigener Reisen und darauf gegründeter Studien (band 1, 2, 4, 1877-83, med atlas 1885). Verket var av största vikt inte bara för Kinas, utan för hela Centralasiens fysiska geografi, geologi och naturhistoria. Det var i detta verk Richthofen först lanserade termen Sidenvägen, ett namn som sedermera vunnit allmän acceptans. Richthofen introducerade även namnet Röda bäckenet för Sichuan-bäckenet. Bergskedjan Qilian shan var tidigare känd som Richthofenbergen.
Richthofens studier i Kina föranledde honom att uppställa teorin om den eoliska bildningen av lössjord och därmed sammanhängande stäppklimat. Den huvudsakligen av Alfred Nehring påvisade förekomsten av lämningar av flera stäppbeboende djur i Europas lössjordar har bekräftat dessa Richthofens åsikter, som i början mötte starkt motstånd.
Under sina Kina-resor hade också Richthofen den tyska regeringens uppdrag att utforska lämpliga områden för tysk kolonisering och 1882 var han den förste att föreslå att Tyskland skulle ta över Jiaozhou-bukten i Shandong som en lämplig stödjepunkt för tyska koloniala intressen i regionen, något som också skedde 1897 (se Kiautschou).

## Senare verksamhet
Efter återkomsten till Europa (1872) blev han 1875 professor i geografi i Bonn, 1883 i Leipzig och 1886 i Berlin. I det där 1887 inrättade geografiska institutet skapade han en unik läro- och arbetsplats som blev av stor betydelse för de geografiska studiernas utveckling vid världens universitet. Många framstående geografer och forskningsresande utbildades under hans ledning. Sven Hedin var en av Richthofens lärjungar och den, som i väsentliga delar bekräftade hans teorier om det inre Asiens geologiska förhållanden. Andra framträdande lärjungar var Alfred Philippson, Arthur Berson och Wilhelm Sievers.
En stor del av sin tid ägnade Richthofen åt Berlins geografiska sällskap, vars ordförande han under många år var. Han intresserade sig även för djuphavs- och polarforskningen och började inrätta ett institut för oceanografi. I anslutning till sina tidigare asiatiska forskningar började han i Geomorphologische studien aus Ostasien (1900-04) behandla de viktiga tektoniska frågorna rörande kontinentens öst-rand vid den stora kinesiska slätten.
Ferdinand von Richthofen var farbror till stridsflygaren Manfred von Richthofen, även känd som den "Röde baronen".

## Verk
- Über Kontaktwirkungen des Syenits im südlichen Tirol (1857)
- Über Bildung und Umbildung einiger Mineralien in Sydtyrol (1857)
- Die Kalkalpen von Vorarlberg und Nordtirol (i k. k. riksanstaltens årsbok X, XI, 1859, 1861),
- Studien aus dem ungarisch-siebenbürgischen Trachytgebirge (ibid. XI, 1860).
- China. Ergebnisse eigener Reisen und darauf gegründeter Studien (band 1, 2, 4, 1877-83, med atlas 1885)
- Bemerkungen über Ceylon (1860)
- Bericht über einen Ausflug nach Java (1862)
- Bemerkungen über Siam und die hinterindische Halbinsel (1862)
- Geologische Reiseberichte aus Kalifornien (1864),
- The Natural System of Volcanic Rocks (1866),
- Geologische Untersuchungen in China (1869)
- Über den chinesischen Löss (1872)
- On the Mode of Origin of the Loess (1872)
- The Distribution of Coal in China (1873)
- The Loess of North China and its Relations to the Salt Basins of Central Asia (1873)
- Aufgaben und Methoden der Heutigen Geographie (1883)
- Führer für Forschungsreisende (1886), ursprungligen en avdelning av Georg von Neumayers "Anleitung zu wissenschaftlichen Beobachtungen auf Reisen")